# Динамо (бенді клуб)
«Динамо» — бенді-клуб з міста Харкова. Виступає у чемпіонаті України з хокею з м'ячем.

## Історія

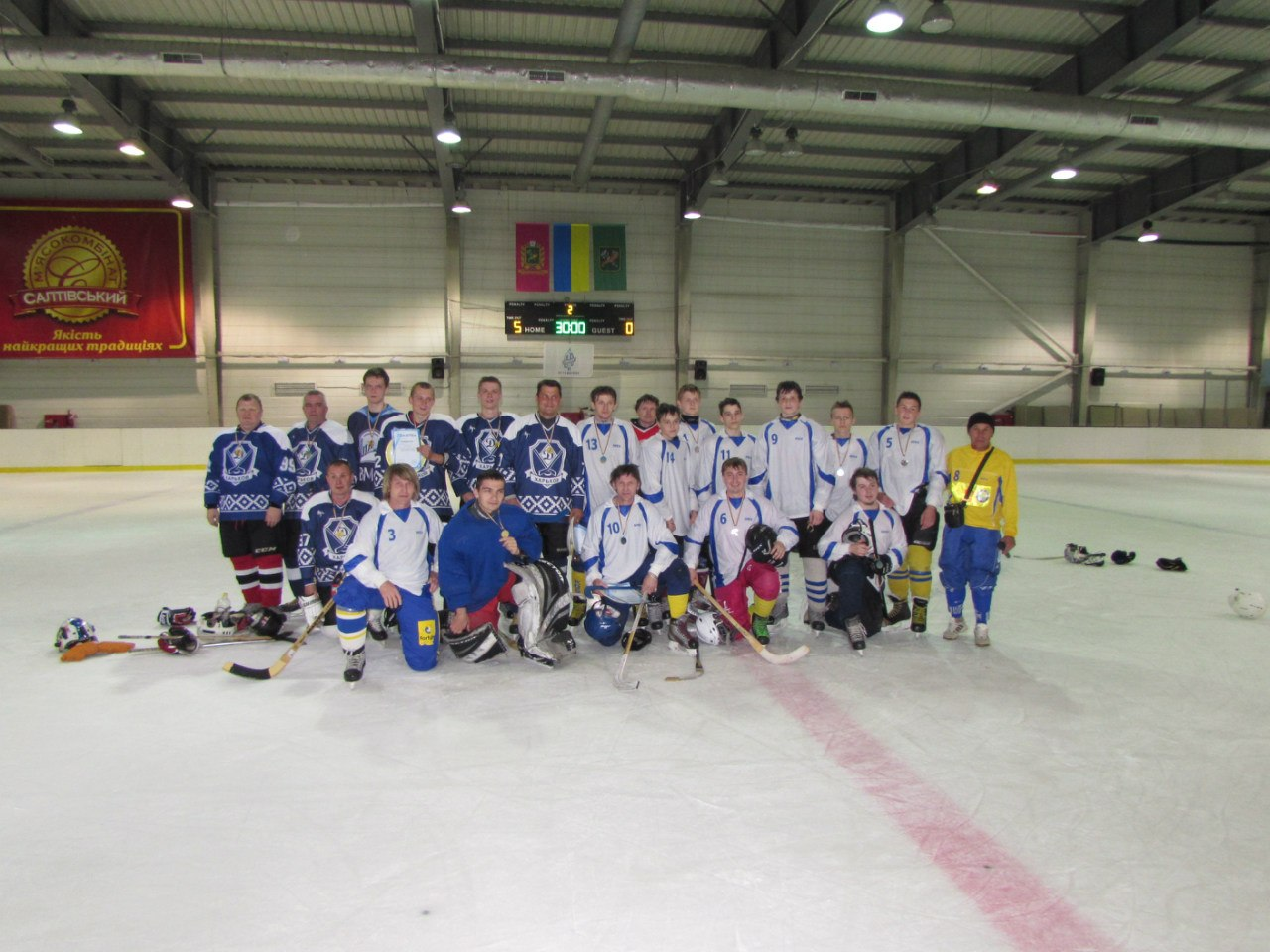
Ліворуч команда «Динамо».

У 2015 році «Динамо» (Харків) стало переможцем чемпіонату України, перемігши в фінальному поєдинку дніпропетровський «Дніпро». Також у 2015 році «Динамо» завоювало кубок України, оформивши, таким чином, «золотий дубль». У 2016 році харківські динамівці змогли залишити в себе кубок України ще на один рік, у фінальному поєдинку, який відбувся 7 лютого, «Динамо» перемогло «Авангард» з рахунком 8:4.

## Досягнення
- Чемпіонат України
  -  Чемпіон(1): 2014/15

- Кубок України
  -  Володар (2): 2014/15, 2015/16